# 大斑几维鸟
大斑几维（学名：Apteryx haastii；英语：great spotted kiwi、great grey kiwi）是无翼属最大的一种鸟类，原产于新西兰的南岛。它生活在高海拔地区，因此受入侵物种影响较小，相对其他几维鸟来说，数量下降速度不快（但在过去45年中仍下降了43%），整体种群数量接近16,000，大部分都在尼尔逊和南阿尔卑斯山脉一带。

大斑几维攻击性较强，会守卫自己的领土。它们是一种夜行动物，晚上捕食无脊椎动物，也吃植物。它们在六月至三月间繁殖，幼鸟需要75至85天孵化。

## 特征
大斑几维是最大的几维鸟，雄鸟高45 cm（18英寸），雌鸟高50 cm（20英寸），喙长9—12（3.5—4.7英寸），雄鸟重1.2—2.6（2.6—5.7磅），雌鸟重1.5—3.3（3.3—7.3磅）。大斑几维在其分布区内为留鸟，其食性为肉食性，主要食物来源是陆生无脊椎动物。